# Peter Thomas
Peter Thomas (Breslau, Baixa Silèsia, 1 de desembre de 1925 – Lugano, Cantó de Ticino, Suïssa, 17 de maig de 2020) fou un compositor, arranjador i director d'orquestra alemany.
Graduat a la universitat el 1953 amb una llicenciatura en composició musical, direcció i contrapunt, fou especialment reconegut com a responsable de la música de nombroses produccions de cinema i televisió durant la seva carrera que abastà diverses dècades, però també va estar actiu musicalment. És especialment conegut per les seves obres Confesiones de una mente peligrosa (2002), Huída a Berlin (1961) i Die endlose Nacht (1963). Es va casar amb Cordy Thomas. Un dels seus majors èxits és probablement la música de la sèrie de ciència-ficció de culte alemanya "Raumpatrouille", sovint també "Raumpatrouille Orion" o "Raumschiff Orion". Thomas també va compondre per a nombroses pel·lícules d'Edgar Wallace i Jerry Cotton. El 2009 va rebre el premi alemany d'autor musical per la seva obra vital. Per a algunes de les seves partitures va utilitzar un instrument musical que ell mateix va desenvolupar denominat ThoWiephon, que avui s'exhibeix al Deutsches Museum de Múnic, al costat del famós Theremin, que també s'ha utilitzat en moltes pel·lícules.